# Josef Kruntorád
Josef Kruntorád (2. září 1922 – ???) byl český a československý politik Komunistické strany Československa a poúnorový poslanec Národního shromáždění ČSSR.

## Biografie
Ve volbách roku 1960 byl zvolen za KSČ do Národního shromáždění ČSSR za Východočeský kraj. V Národním shromáždění zasedal až do konce volebního období parlamentu, tedy do voleb v roce 1964.